# Nakwiatek rudawek
Nakwiatek rudawek (Anthicus antherinus) – gatunek chrząszcza z rodziny nakwiatkowatych i podrodziny Anthicinae.

## Taksonomia
Gatunek ten został opisany po raz pierwszy w 1761 roku przez Karola Linneusza jako Meloe antherinus.

## Morfologia

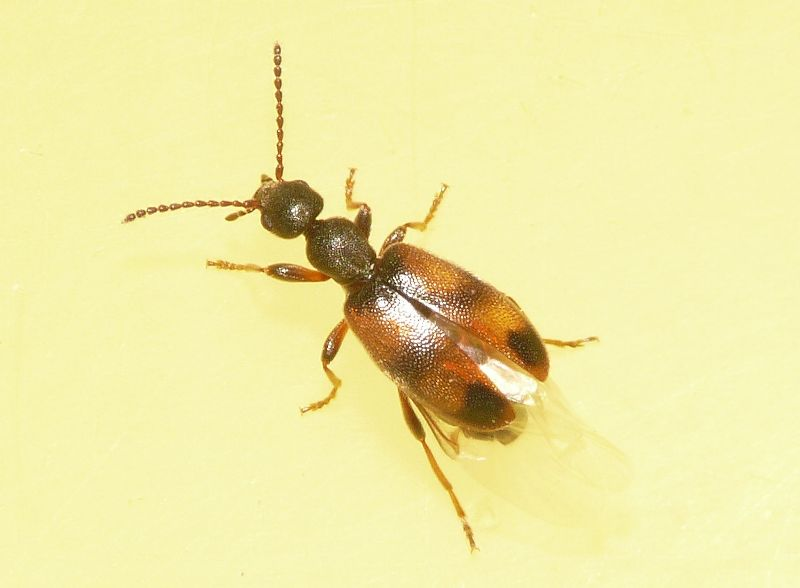

Chrząszcz o ciele długości od 3 do 3,5 mm, ubarwionym czarno, z wyjątkiem brunatnożółtych goleni i stóp oraz pokryw, które z koli są czerwonobrunatne z ostro odgraniczonym od tła czarnym wzorem, przy czym może on ulegać redukcji. Powierzchnię głowy i przedplecza porasta brunatne, krótkie, podniesione owłosienie. Włosy na pokrywach są zaś jaśniejsze, dłuższe i przylegające. Odległości między punktami na głowie i przedpleczu są mniejsze niż ich średnice. Przód głowy pozbawiony jest wypukłego guza. Zarys pokryw jest owalny, a ich punktowanie gęste.

## Ekologia i występowanie
Owad ten zasiedla tereny o podłożu piaszczystym do nizin po niższe części gór. Postacie dorosłe spotyka się przez cały rok, a najliczniej w od czerwca do sierpnia. Bytują wśród rozkładających się szczątków roślinnych, w pryzmach kompostowych, w ściółce, pod kamieniami i napływkami. Przylatują do sztucznych źródeł światła.
W Europie gatunek ten stwierdzony został w Wielkiej Brytanii, Francji, Holandii, Niemczech, Danii, Szwecji, Norwegii, Finlandii, Estonii, Łotwie, Litwie, Szwajcarii, Austrii, Włoszech, Polsce,  Białorusi, Czechach, Słowacji, na Węgrzech, w Chorwacji, Bośni i Hercegowinie, Serbii, Czarnogórze, Mołdawii, Rumunii, Bułgarii, Macedonii, Albanii, Grecji i Rosji (na północ po Karelię). Ponadto znany z Afryki Północnej, Bliskiego Wschodu, Kaukazu i wschodniej części krainy palearktycznej. Niepewne dane pochodzą z Portugalii i Hiszpanii. W Polsce jest najpospolitszym przedstawicielem rodzaju, znanym z rozproszonych stanowisk w różnych częściach kraju. 